# OpenNTPD
OpenNTPD - демон, що реалізує протоколи SNTP версії 4 і NTP версії 3 для синхронізації локального системного часу з віддаленими серверами NTP або сенсорами відхилення локального часу. Може виступати як сервер NTP для клієнтів, сумісних з даними протоколами.
Демон розроблений Хеннінгом Брауером у рамках проекту OpenBSD. Основні цілі проекту - це створення безпечного, легкого в налаштуванні, досить точного і вільно розповсюджуваного сервера точного часу.